# Petre Mihai Băcanu
Petre Mihai Băcanu (n. 11 decembrie 1941, satul Homorâciu, comuna Izvoarele, județul Prahova) este un jurnalist, editorialist și dizident român. În prezent, este director al societății "R" și director executiv al ziarului "România Liberă".

## Biografie
Petre Mihai Băcanu s-a născut la data de 11 decembrie 1941 în satul Homorâciu, comuna Izvoarele (județul Prahova). El a absolvit în anul 1964 cursurile Facultății de Filologie din cadrul Universității București. Între anii 1970 și 1988 a lucrat ca redactor la "România liberă".
În noaptea de 24 spre 25 ianuarie 1989 este arestat și întemnițat, fiind învinuit că pregătea editarea unui ziar clandestin, intitulat „România”, chiar înainte de tipărirea primului număr. Ziarul clandestin menționat a fost inițiat și pregătit de Petre Mihai Băcanu împreună cu colegii săi Mihai Creangă și Anton Uncu, cu inginerul Ștefan Niculescu Maier și maistrul tipograf Alexandru Chivoiu, cu asistența matrițerului Nicolae Neacșu  și a economistei Elena Gheorghe. Un al ziar clandestin, "Luneta" a fost publicat de jurnalistul Hurduc. Eliberat la 22 decembrie 1989, devine primul director al ziarului "România Liberă", care se dovedește a fi un ziar clar anticomunist și cu o orientare democratică fermă.
La 1 aprilie 1990, ziarul "România Liberă" devine primul ziar particular din România. Autor a numeroase articole de atitudine civică și socială, Băcanu este unul dintre ziariștii de primă mărime din România.
Printre numeroasele ințiative ale ziarului se pot menționa campania de presă favorabilă fenomenului Pieții Universității și, respectiv, campania pentru promovarea instituției Avocatului Poporului. Eforturile lui Petre Mihai Băcanu și ale ziarului "România liberă" în această direcție au fost încununate de succes la 6 ani de la intrarea în vigoare a Constituției din 1991, care prevedea înființarea acestei noi instituții.
Este președinte al Asociației Ziariștilor din România și membru al Senatului Alianței Civice.

## Publicații
- Petre Mihai Băcanu, Bilet de ieșire. Memorii din vremea ciumei, Editura Vremea, București, 2023